# Machame Narumu
Machame Narumu ist ein Verwaltungsbezirk (Ward) des Distrikts Hai in der tansanischen Region Kilimandscharo.

## Geografie
Machame Narumu liegt im Nordosten von Tansania, etwa 15 Kilometer Luftlinie nordwestlich der Regionshauptstadt Moshi. Das größte Gewässer ist der Fluss Weruweru, der die Grenze im Westen bildet.
Der Bezirk grenzt im Norden an Machame Mashariki, im Osten an Kibosho Magharibi und Kindi, beide im Distrikt Moshi. Im Süden liegen Mnadani und im Westen Machame Kaskazini. Bei der Volkszählung 2022 lebten 11.031 Menschen in 2846 Haushalten auf einer Fläche von 11,6 Quadratkilometern.

## Gliederung
Der Bezirk besteht aus vier Gemeinden (Mtaa) mit 17 Orten (Kitongoji):
| Tella - Tella Sinde - Ng’undeni - Kilali - Weruweru - Uchara - Moe - Mafujini - Mkuun | Orori - Sereni A - Sereni B - Mula | Usari - Isaren - Kichangiri - Sereni | Mulama - Mulama - Marakuli - Mbabuni |

## Wirtschaft und Infrastruktur
- Bildung: Im Bezirk liegen drei weiterführende Schulen.[7] Die zwei Schulen Tumo Secondary School[8] und Tumona-Day Secondary School[9] sind staatliche koedukative Schulen mit einer Ausbildung bis zur 4. Stufe. Die Narumu Secondary School bietet die gleiche Ausbildung und wird von der römisch-katholischen Kirche geleitet.[10] Sie unterhält seit 1988 eine Partnerschaft mit der Realschule in Buxtehude.[11]
- Gesundheit: In der Gemeinde Usari gibt es eine staatliche Apotheke,[12] in Orori eine private.[13]